# Синтетичні полімери антимікробних пептидів
Синтетичні полімери антимікробних пептидів (англ. structurally nanoengineered antimicrobial polypeptide polymers, SNAPPs) — тип штучно розроблених синтетичних антимікробних пептидів. Розробка таких полімерів як потенційного засобу лікування бактеріальних захворювань є дуже перспективною. Дослідження використовує новий підхід до боротьби з бактеріями: замість того, щоб отруювати їх, як це роблять антибіотики, полімери та інші антимікробні пептиди розривають бактерії на частини.

## Структура
Структура синтетичних полімерів антимікробних пептидів нагадує зірку. В її основі лежить багатофункціональний ініціатор полі(амідоамін) з 16 або 32 первинними амінами. Амінокислоти лізин та валін полімеризуються на N-кінці серцевинної частини з утворенням або S16 (16 плечей полімеру), або S32 (32 плеча полімеру). Полімеризовані пептидні ланцюги призводять до утворення кількох позитивно заряджених первинних катіонів амонію, які допомагають прикріплювати негативно заряджений кінець фосфоліпідного подвійного шару.
Існує кілька відомих типів зірчастих структур, що базуються на складі та послідовності, розподілі полімеру плеча, відмінностях у видах плечей, функціональному розміщенні, природі та розмірі серцевинної частини. Описані три відомі підходи, доступні для синтезу пептидних полімерів у формі зірки: «основне ядро», «рука» та підхід «прищеплення». Кожен із цих підходів має свої переваги та недоліки.

## Механізм дії
Синтетичні полімери антимікробних пептидів дестабілізують структуру зовнішньої мембрани та цитоплазматичної мембрани грамнегативних бактерій, буквально розриваючи клітинну стінку та цитоплазматичну мембрану, що призводить до загибелі клітини. Полімери діють за допомогою унікального мультимодального механізму, що включає націлювання на ліпополісахариди, дестабілізацію/фрагментацію зовнішньої мембрани та нерегульований рух іонів через мембрани. Цей рух призводить до руйнування мембрани разом із гіперполяризацією та деполяризацією мембрани, що супроводжується окислювальним стресом і виробництвом активних форм кисню.
Молекули полімерів ефективні проти бактерій, що характеризуються множинною стійкістю до лікарських засобів, причому дослідники не спостерігали виникнення резистентності серед багатьох поколінь бактерій. Хоча жодних випробувань на людях ще не було схвалено, полімери випробували in vivo на моделі мишачого перитоніту, і було показано, що вони дуже селективні до клітинних стінок бактерій, залишаючи клітини ссавців неушкодженими. Випробувані види бактерій включають E. coli та K. pneumoniae, а також варіанти P. aeruginosa та A. baumannii.

## Використання
Багато достатньо простих методів було адаптовано для синтезу складних синтетичних полімерів антимікробних пептидів з необхідними розмірами та унікальними функціями. Їхні унікальні характеристики та властивості дозволяють використовувати їх в різних галузях, включаючи цільову доставку ліків, генотерапію, біовізуалізацію, конструювання кісткової тканини та інше.